# Juan Bonet
Juan Bonet Gelabert (Palma de Mallorca, 15 de julio de 1917-ibíd., 28 de mayo de 1991) fue un periodista y escritor español. 
Fundador del diario falangista Baleares en 1939, se jubiló como periodista, siendo subdirector del mismo periódico, cuarenta años después. Fue reconocido como un articulista irónico y mordaz.
Autor de las novelas Malhumorismo (1948), Un poco locos, francamente (1959), Historia para unas manos (1962), La terraza (1965), La prole (1965), El zoo cotidiano (1968), Vivir de palabras (1971), El entrevistario (1976), Besad, besad, malditos (1976) y Libro del buen amor, otro (1986), todas ellas en castellano; Els nins: apunts per un tractat del vertader pare-pedaç (1951), Els homes (1954) y Les dones: amb un novíssim diari d'Eva (1957), en catalán; así como las obras teatrales, Ses tietes (1959) y Quasi una dona moderna (1961). Con esta última consiguió el Premio Ciudad de Palma de Teatro.
La relación con el también escritor mallorquín Miguel Villalonga influyó de manera decisiva en su carrera literaria y periodística. También cultivó la pintura. 
Casado con la barcelonesa Mercè Verdaguer (fallecida en 1996), fueron padres de los conocidos cantantes Joan Ramon y Maria del Mar Bonet. 
Murió en la capital mallorquina a los 73 años.